# Saveh
Saveh (persisch ساوه) ist die Hauptstadt des Bezirks Saveh in der iranischen Provinz Markazi im Nordwesten des Landes.

## Geografische Lage
Die Stadt liegt ca. 130 km südwestlich von Teheran. 2012 hatte die Stadt über 201.000 Einwohner.

## Geschichte
Saveh war in der Geschichte des Landes Regierungssitz, es gibt eine Anzahl historischer Gebäude und Ruinen aus dieser Zeit. Nach Marco Polo stammten die Heiligen Drei Könige aus der damals „Saba“ genannten Stadt und ihr Grabmal sei dort noch zu besichtigen gewesen.
Von 2004 bis 2006 war Mehri Roustaie Gherailou Bürgermeisterin der Stadt. Sie war die zweite Frau in der Geschichte der Islamischen Republik Iran, die ein solches Amt bekleidet.

## Wirtschaft
Saveh gehört zu einer staatlich geförderten Wirtschaftsregion. Nordöstlich von Saveh liegt Kaveh, eine so genannte Industrial City. Hier sind mehr als 1.000 kleinere und mehrere große Unternehmen angesiedelt. Hauptindustriezweige sind Metallverarbeitung, Glas- und Keramikherstellung, sowie Chemie und Pharmazeutik.

## Verkehr
Nach Teheran führt eine gut ausgebaute Autobahnverbindung.
Die Stadt liegt an der Bahnstrecke (Teheran)-Robat Karim-Sanandadsch. Die eingleisige Strecke soll eine Geschwindigkeit von 160 km/h ermöglichen und noch 2016 eröffnet werden.